# Province de Zandjan
La province de Zandjan (en azéri : Zəncan ; en persan : استان زنجان / Ostân-e Zanjân) est une province d'Iran. Elle est située dans le nord-ouest du pays et sa capitale est Zandjan. La province couvre une superficie de 21 773 km2 et sa population, majoritairement rurale et Azérie, est d'environ un million d'habitants. Elle est généralement considérée comme faisant partie de l'Azerbaïdjan iranien. 

## Géographie

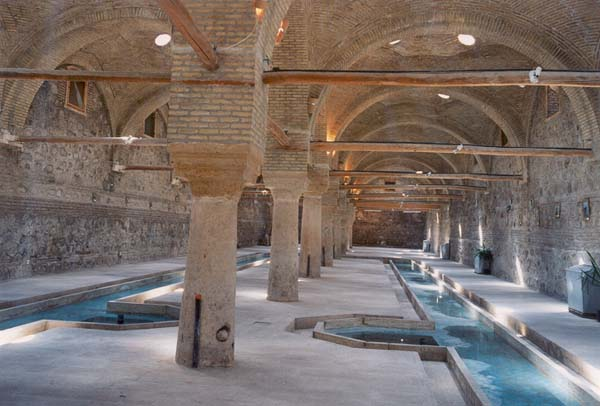
Musée d'Anthropologie de Zanjan.

La province de Zandjan se situe dans le nord-ouest de l'Iran au sud-est de l'Azerbaïdjan iranien. Son territoire est borné à l'ouest par la province iranienne du Kurdistan et l'Azerbaïdjan-Occidental, au nord par l'Azerbaïdjan-Oriental et l'Ardabil, à l'est par le Guilan, au sud-est par le Qazvin et au sud par l'Hamadan. Le relief est montagneux, l'altitude moyenne étant de 2 500 mètres. La région est compris dans le bassin de la mer Caspienne. La rivière Zandjan est le principal cours d'eau. 
Zandjan a aussi une remarquable grotte appelée katala khor. Elle est située à côté de Soltaniyeh.

## Urbanisme

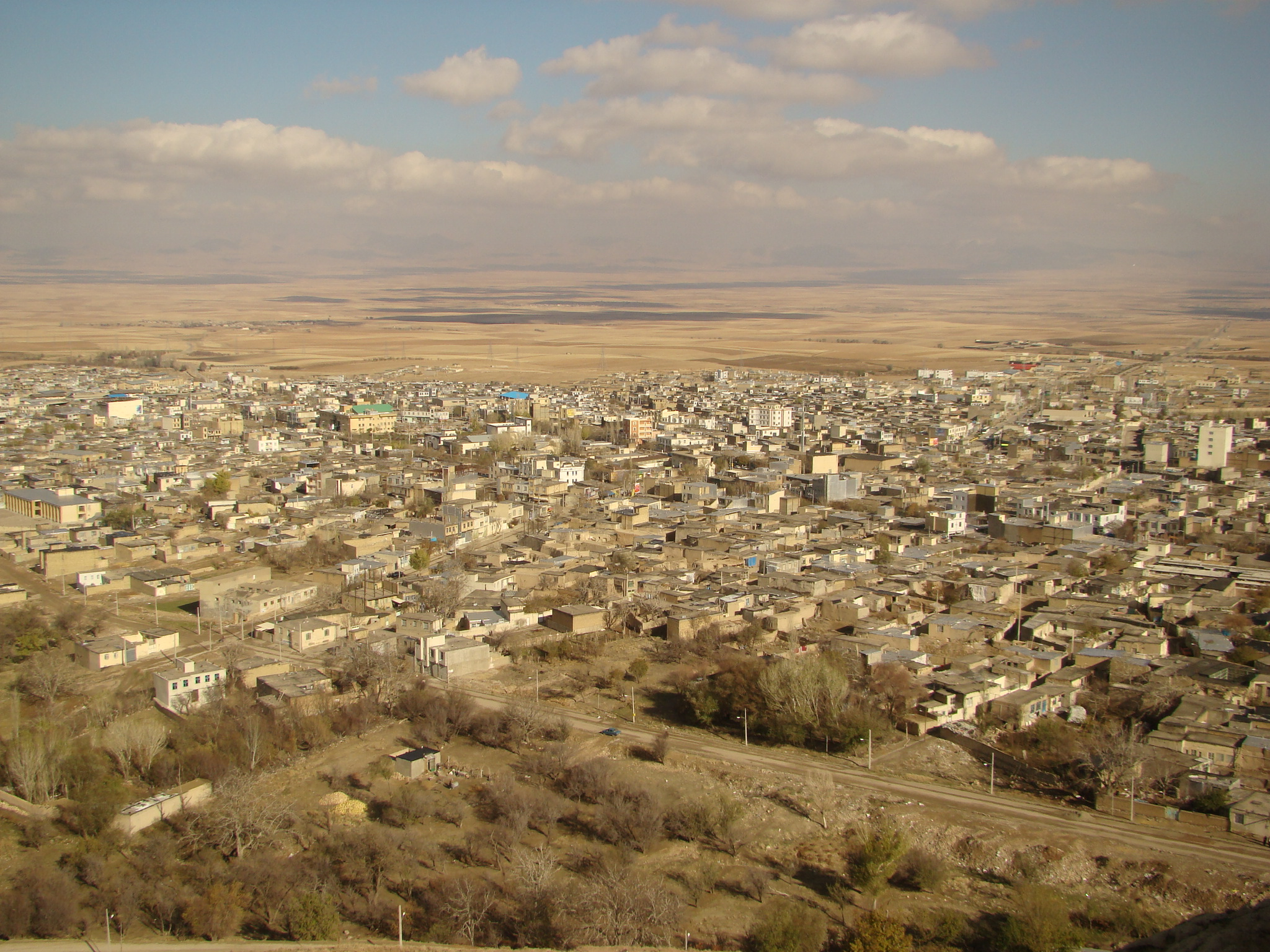
Qeydar

## Histoire
Dans la géographie de Ptolémée, la ville de Zanjan est appelée Aganzana. Il est dit que le roi Sassanide, Ardachîr Ier a reconstruit la ville et l'appela Shahin, mais l'a ensuite renommée en Zangan, dont le nom actuel est une forme arabisée. À la fin des années 1960, la province de Zanjan est érigée à partir d'une partie du Gilan. En 1986, une partie de la province de Markazi est rattachée au Zanjan. En 1996, la province de Qazvin est créée par détachement les préfectures de Qazvin et de Takestan du Zanjan.
Dans les temps antiques, le nom de la province était Khamseh, qui signifie « province aux cinq tribus ».

## Politique

Préfectures du Zanjan

Préfectures du Zanjan:
- Abhar
- Ijrud
- Khodabandeh
- Khorramdarreh
- Zanjan
- Tarom
- Mahneshan
- Soltaniyeh

## Démographie
Selon le Recensement de l'Iran de 2011, la province de Zanjan compte 1 015 734 habitants pour une densité brute de 46,7 habitants/km2.
Évolution de la population totale, 1996-2011
(milliers)

## Économie
L'agriculture demeure la principale activité économique. Les principales productions agricoles comprennent le riz, le maïs, les fruits et la pomme de terre. Les principaux groupes d'élevage incluent la volaille, les bovins et les ovins. La production manufacturière omcprend la brique, le ciment, le millet et les tapis. Les principales mines extraient du chrome, du plomb et du cuivre. Zanjan est célèbre pour ses raisins sans pépin. La province est l'un des centres industriels de l'Iran grâce à sa position géographique stratégique. La province se situe à 330 km au nord-ouest de Téhéran et y est connectée par une autoroute. D'autre part, Zanjan est la ville la plus importante à proximité de Tabriz, qui est une des cités les plus industrialisées d'Iran. Zanjan est connu pour ses magnifiques objets artisanaux comme les couteaux, les sandales traditionnelles appelées charoogh et les malileh. Malileh est un objet fait de fils d'argent. Les artistes de Zanjan font de nombreuses choses comme des plats décoratifs et leur couvercles spéciaux ou encore de la bijouterie en argent. Dans les temps anciens, Zanjan était connu pour ses couteaux inoxydables et au fil très fin. Beaucoup de villageois de la province sont aujourd'hui des tisseurs de tapis, et c'est sûrement là l'artisanat le plus populaire de la province de Zanjan.

## Culture

### Universités

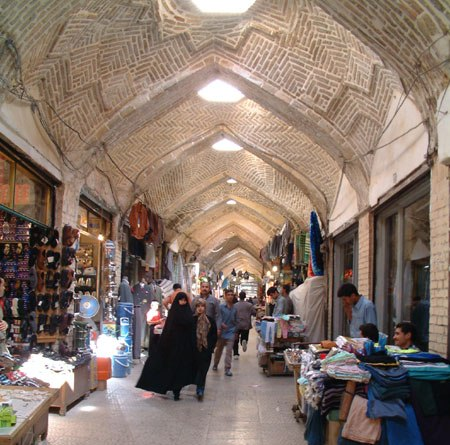
Le bazar de l'époque Safavide de Zanjan.

IASBS est une des universités les plus récompensées dans le domaine des sciences fondamentales.
- Université de Zanjan
- Université des sciences médicales de Zanjan
- Université Islamique libre de Zanjan
- Université Islamique libre de  Abhar
- Institut d'études avancées en sciences fondamentales (IASBS)